# König-Christus-Kirche (Georgsmarienhütte-Oesede)

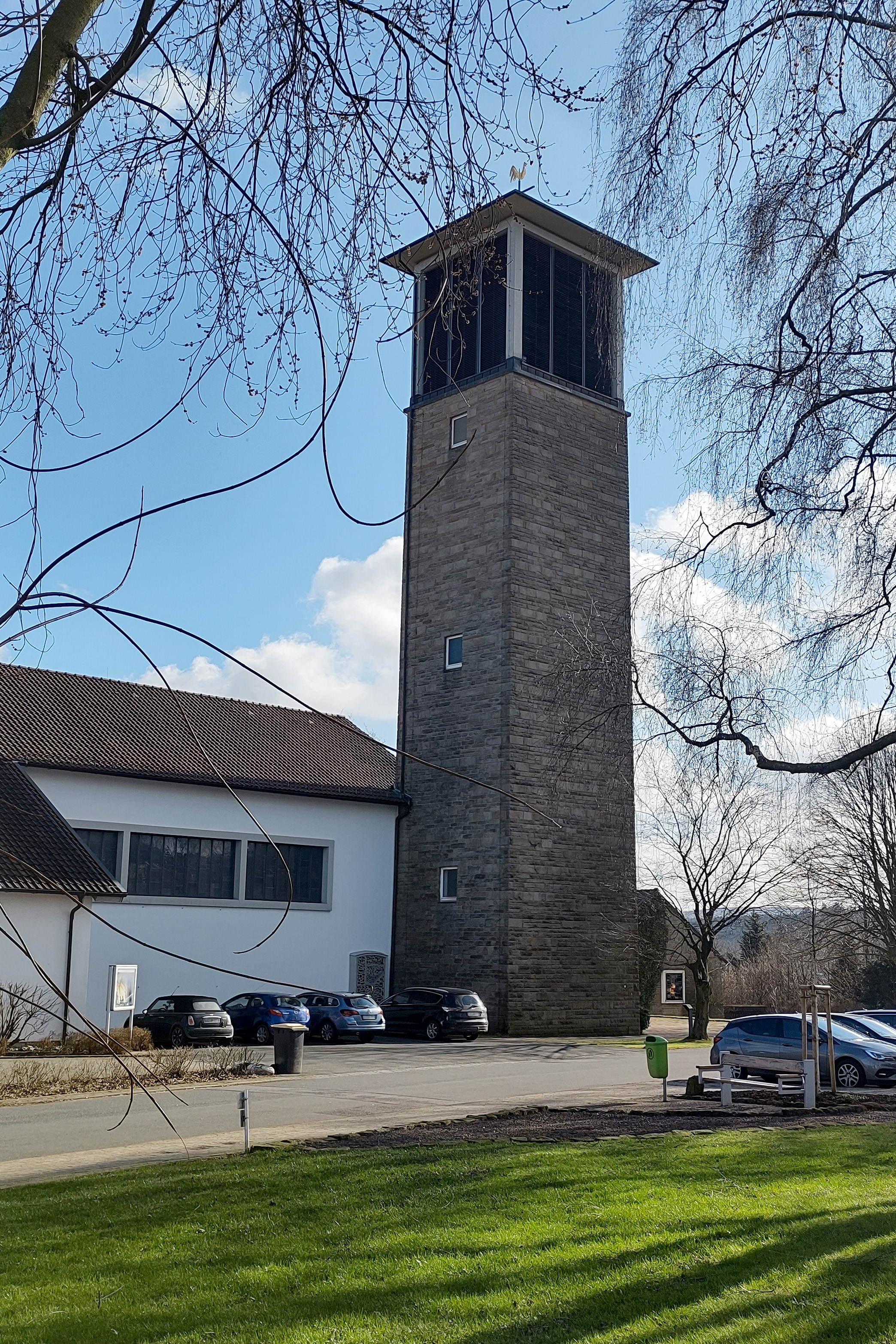
Die König-Christus-Kirche Georgsmarienhütte-Oesede

Die evangelisch-lutherische König-Christus-Kirche in Georgsmarienhütte-Oesede wurde von 1956 bis 1958 errichtet.
Die Kirche steht im Südwesten von Oesede. Seit dem 1. Januar 2024 bildet die Gemeinde mit der Luthergemeinde in Alt-Georgsmarienhütte und der Auferstehungsgemeinde in Kloster-Oesede die Evangelisch-lutherische Kirchengemeinde Georgsmarienhütte. Sie gehört zum Kirchenkreis Melle-Georgsmarienhütte. Ihr Turm, den ein Wetterhahn ziert, ist 34 Meter hoch. Aufgrund der Lage auf dem Mühlenbrink hat er trotz seiner geringen Höhe die höchstgelegene Kirchenspitze der Stadt.

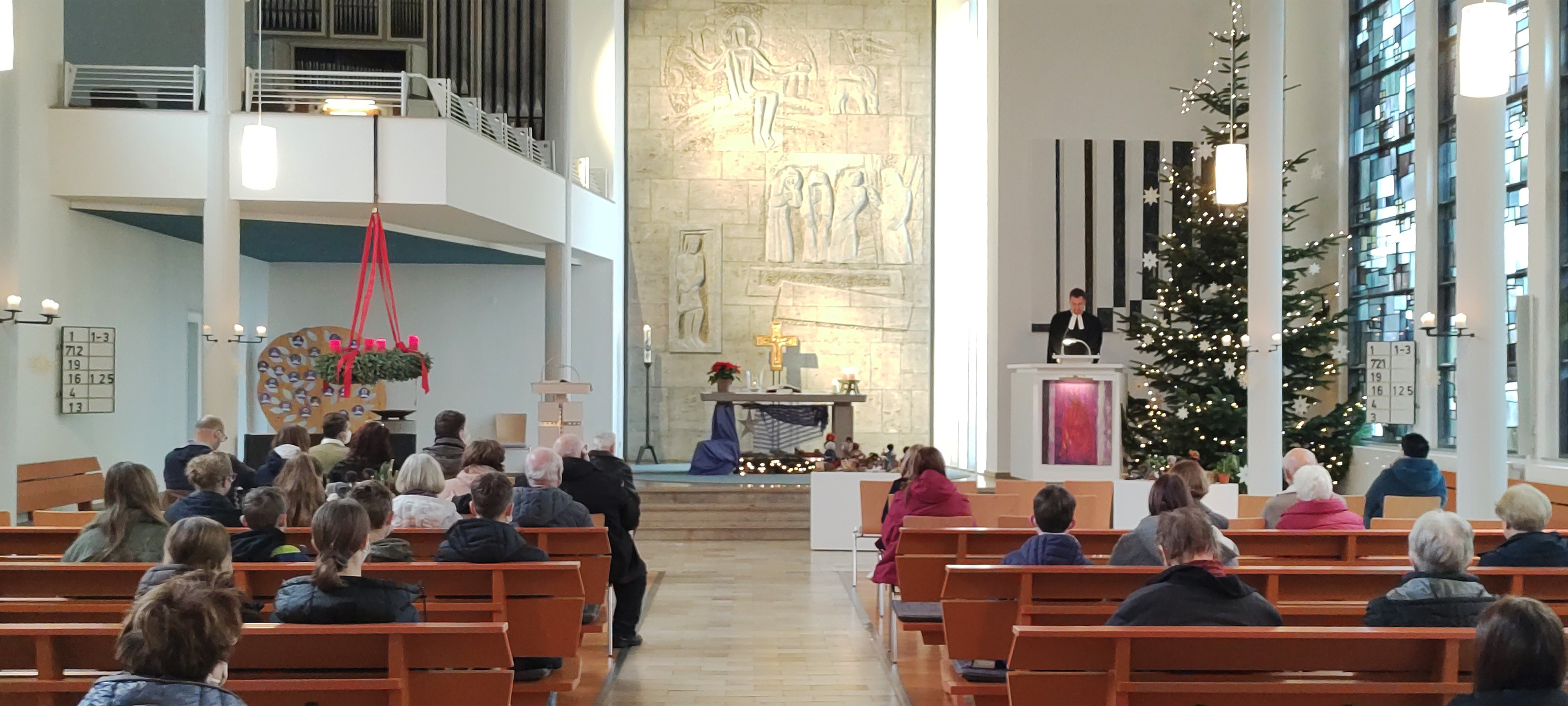
Blick zur Altarwand

Am 26. Oktober 1958 erfolgte nach dreijähriger Bauzeit unter der Leitung des Osnabrücker Architekten Werner Johannsen die Einweihung durch den damaligen Landesbischof Hanns Lilje. Die große Altarwand zeigt im Relief aus deutschem Marmor Motive, die das Königtum Jesu Christi als Herrschaft zwischen Leiden, Tod und Auferstehen darstellen. Die Ostseite des Kirchenraumes ist verglast.
Im Außenbereich erinnert die Nachbildung eines Henkersteins an die Richtstätte des Amtes Iburg. In etwa 200 Metern Entfernung befindet sich die römisch-katholische Heilig-Geist-Kirche.